# MT-Propeller
A MT-Propeller Entwicklung GmbH, fundada em 1980 por Gerd Muehlbauer, é uma fabricante de hélices de material compósito para aeronaves monomotor e bimotor, dirigíveis, túneis de vento e outras aplicações especiais. 

A sede da empresa está localizada no aeroporto Straubing Wallmuhle, na Baviera, Alemanha. 

## Desenvolvimentos
Em 2010, a empresa desenvolveu um projeto de hélice especial para restaurações do North American F-82 Twin Mustang. 

## Aplicações

### Instaladas de fábrica

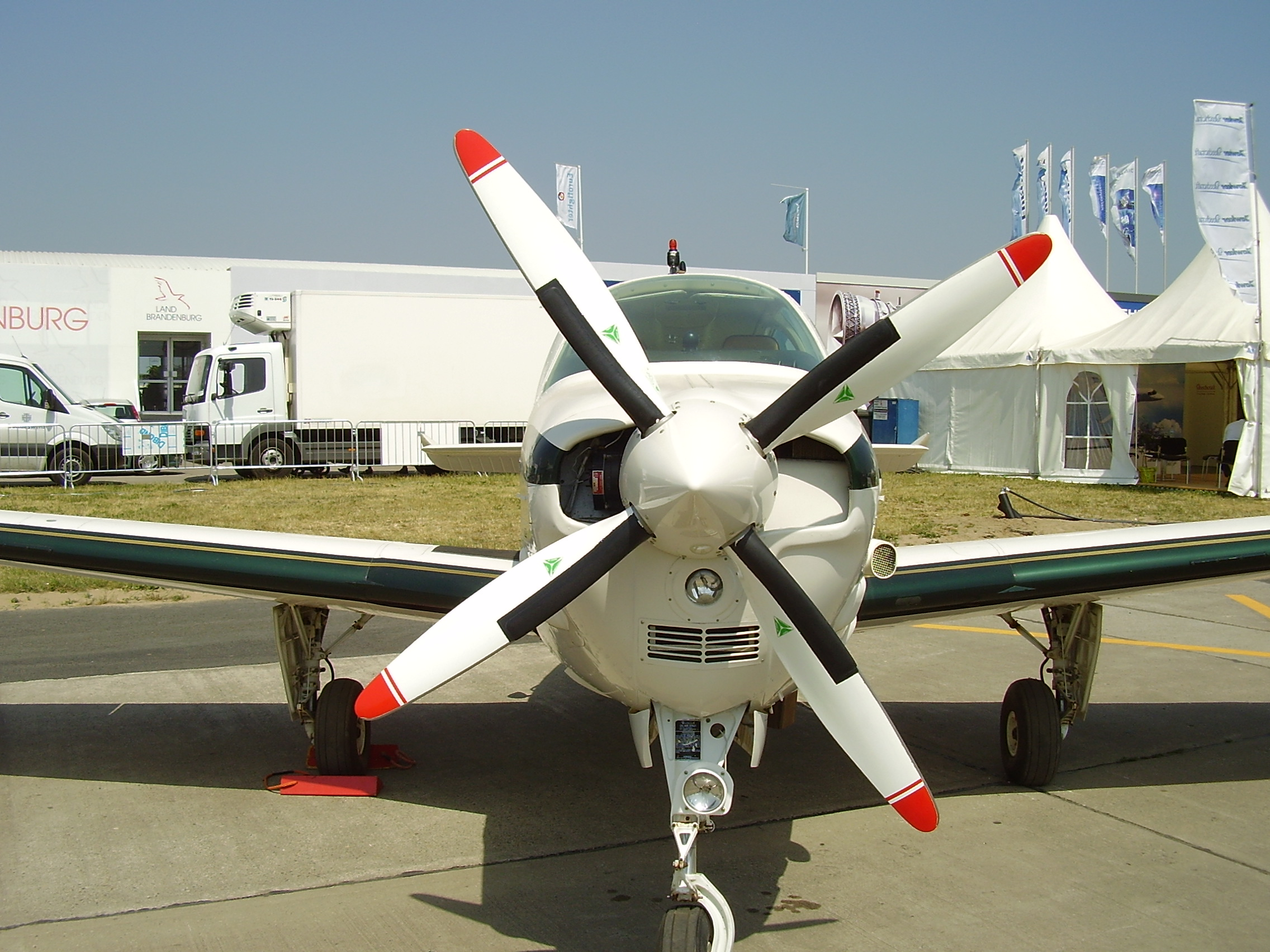
Um Beechcraft Bonanza equipado com uma hélice da MT propeller.

- Aquila A 210
- Beriev Be-103
- Cessna 172 JT-A[5]
- Diamond DA40
- Diamond DA42
- Extra EA-300
- Fly-Fan Shark
- Franklin Demon-1
- Grob Strato 2C
- MSW Votec 221
- MSW Votec 252T
- MSW Votec 322
- MSW Votec 351
- MSW Votec 352T
- MSW Votec 452T
- Papa 51 Thunder Mustang
- Pitts Model 12
- Tecnam P2006T

### Instaladas sob umSTC[6]
- Aviat Husky
- Beechcraft King Air
- Cessna 170[7]
- Cessna 172[7]
- Cessna 175[7]
- Cirrus SR20
- Cirrus SR22
- Dornier 228
- Grumman American AA-5
- Lake Buccaneer
- PAC P-750 XSTOL
- Piper PA-46-350 Mirage Malibu
- Pitts Special
- Short SC.7 Skyvan

### Instalado emveículos aéreos de combate não tripulados (UCAV)
- Bayraktar TB2[8]